# Len Lesser
Leonard King "Len" Lesser (n. 3 decembrie 1922, New York City, New York, SUA – d. 16 februarie 2011, Burbank, California, SUA) a fost un actor american. A fost cunoscut pentru rolul cheie din filmul lui Clint Eastwood, Kelly's Heroes și pentru rolul recurent ca Uncle Leo din Seinfeld, care a început în al doilea sezon în episodul „The Pony Remark”.

## Începuturi
Lasser a fost născut în New York City și a obținut diploma de licență de la City College of New York în 1942. Apoi, a servit  în Armata Statelor Unite în timpul celui de Al doilea război mondial.

## Carieră
Lesser a muncit ani de zile pe scenă, în film și televiziune. CV-ul lui a inclus proiecte cu Clint Eastwood, Barbra Streisand, Lee Marvin, Dustin Hoffman și Steve McQueen. Lesser a apărut la televiziunile americane în mod constant din 1955 apărând constant în multe seriale clasice, cum ar fi: The Monkees, The Outer Limits, Alfred Hitchcock Presents, Get Smart, Quincy, The Rockford Files, Mad About You, Seinfeld, All in the Family, Boy Meets World și cel mai recent, Castle. A apărut în mai multe filme ca The Outlaw Josey Wales.

## Mai târziu
El a avut un rol recurent în Everybody Loves Raymond ca „Gavin”, un prieten al lui Frank Barone, care întotdeauna își ridica mâinile în aer de bucurie de fiecare dată când îl vedea pe Ray (la fel cum făcea în Seinfeld ca „Uncle Leo” de fiecare dată când îl vedea pe nepotul său Jerry).

## Deces
La data de 16 februarie 2011, Lesser a murit de pneumonie în Burbank, California, la vârsta de 88 de ani.

## Filmografie selectivă
- 1978 Vizită la domiciliu (House Calls), regia	Howard Zieff
- 1978 Someone's Watching Me!, regia John Carpenter